# Phong trào Tân văn hóa
Phong trào Tân văn hóa từ giữa thập niên 1910 đến thập niên 1920 là cuộc vận động văn hóa chính trị, khởi xướng bởi các trí thức vỡ mộng với văn hóa Trung Quốc truyền thống sau khi Trung Hoa Dân Quốc thành lập năm 1912 đã không giải quyết được các vấn đề của đất nước. Các học giả Trần Độc Tú, Thái Nguyên Bồi, Trần Hành Triết, Lý Đại Chiêu, Lỗ Tấn, Chu Tác Nhân, Hà Đông, Tiền Huyền Đồng, Lưu Bán Nông, Tạ Uyển Oánh, Hồ Thích có nền tảng giáo dục cổ điển bắt đầu phê bình Nho giáo, kêu gọi xây dựng văn hóa mới dân chủ và khoa học theo các tiêu chuẩn phương Tây. Giới ủng hộ hưởng ứng lời kêu gọi cho:
- Văn chương bạch thoại
- Chấm dứt chế độ phụ quyền, dọn đường cho tự do cá nhân và giải phóng phụ nữ
- Quan điểm Trung Quốc chỉ là một nước giữa các nước, không phải là nền văn minh trung tâm thế giới
- Xét lại các văn kiện Nho giáo và kinh điển cổ bằng các phương pháp văn bản, phê phán, gọi là Nghi cổ phái
- Phổ biến các giá trị dân chủ, bình đẳng
- Nhìn tới tương lai thay vì quá khứ

Ngày 4 tháng 5 năm 1919, học sinh ở Bắc Kinh biểu tình phản đối Hòa hội Paris trao quyền lợi Đức với tô giới Sơn Đông cho Đế quốc Nhật Bản, biến phong trào văn hóa thành chính trị, tên là Ngũ tứ Vận động.

## Lịch sử
Hai trung tâm hoạt động văn chương, trí thức lớn bấy giờ là Bắc Kinh có Đại học Bắc Kinh, Đại học Thanh Hoa và Thượng Hải có ngành xuất bản hưng thịnh. Các nhà sáng lập của Phong trào Tân văn hóa tập trung ở Đại học Bắc Kinh, nơi được Thái Nguyên Bồi chiêu mộ khi trở thành hiệu trưởng. Trần Độc Tú làm khoa trưởng và Lý Đại Chiêu làm thủ thư bắt đầu tuyển chọn các nhân vật hàng đầu như triết gia Hồ Thích, học giả đạo Phật Lương Thấu Minh, sử gia Cố Hiệt Cương và các người khác. Trần Độc Tú sáng lập tạp chí Tân thanh niên năm 1915 trở thành ấn phẩm nổi bật nhất trong hàng trăm tờ báo cho công chúng trung lưu mới.
Viên Thế Khải có quân đội Nhà Thanh sau khi sụp đổ năm 1911 cố thành lập trật tự thống nhất, nhưng không bảo vệ Trung Quốc khỏi Nhật Bản được và thất bại trong việc tự phong làm hoàng đế. Khi qua đời năm 1916, sự sụp đổ của trật tự truyền thống có vẻ đã hoàn tất, dẫn đến cuộc tìm tòi thứ thay thế cơ bản hơn các cải cách của thế hệ trước mà thành lập các cơ quan, chính thể mới; các trí thức hàng đầu táo bạo kêu gọi tân văn hóa.
Có một cơ sở văn hóa lớn, các nhà xuất bản, tạp chí, hội văn chương cùng các đại học làm nền tảng cho văn đàn, trí thức khoa bảng sôi nổi trong các thập niên tiếp theo. Tạp chí Tân thanh niên là luận đàn nổi bật về nguyên nhân của các nhược điểm của xã hội Trung Quốc dẫn đến tạp chí này đổ lỗi cho văn hóa Nho giáo. Trần Độc Tú ủng hộ "Nho gia" nhường ngôi cho "Ngài khoa học" (賽先生; 赛先生; sài xiānsheng; 'Xai' Tiên Sinh', 'Xai' là phiên âm đầu của Science') và "Ngài dân chủ" (德先生; dé xiānsheng; 'Đờ' Tiên Sinh', 'Đờ' là phiên âm đầu của Democracy'). Một hậu quả khác là văn chương bạch thoại được xúc tiến so với văn chương văn ngôn, Hồ Thích tuyên bố rằng "tử ngữ không thể đẻ ra sinh văn". Theo lý thuyết, bạch thoại cho phép người ít học đọc được chữ, báo chí và sách vở.
Ông cho rằng văn ngôn là ngôn ngữ thành văn trước phong trào, chỉ có học giả và quan chức mới hiểu được. Tuy nhiên trên thực tế bạch thoại lại có nhiều từ nước ngoài và các từ Hán gốc Nhật khiến nhiều người không hiểu. Các học giả như Triệu Nguyên Nhiệm bắt đầu nghiên cứu các phương ngữ tiếng Hán bằng các công cụ ngôn ngữ học phương Tây. Hồ Thích là một trong các học giả dùng nghiên cứu văn bản của Hồng lâu mộng và các tiểu thuyết bạch thoại khác làm cơ sở cho quốc ngữ. Các hội văn học như Hội tân nguyệt nảy nở.
Mức xuất bản văn chương đương thời rất lớn và nhiều tác giả nổi tiếng như Mao Thuẫn, Lão Xá, Lỗ Tấn và Băng Tâm đều xuất bản tiểu thuyết đầu tay. Tiêu biểu như các bài tiểu luận và truyện ngắn của Lỗ Tấn làm náo động chỉ trích văn hóa Nho giáo như truyện ngắn Cuồng nhân nhật ký trực tiếp ám chỉ rằng văn hóa Trung Hoa truyền thống đạo đức giả, xem thường cá nhân, không quan tâm đến sinh mạng con người còn truyện ngắn AQ Chính truyện tả người Trung Quốc đương thời kém cỏi, tự tôn hão huyền để che giấu sự tự ty mặc cảm thầm kín. Các nhạc sĩ như Doãn Tự Trọng cũng tham gia phong trào bằng âm nhạc.
Các lãnh đạo Tân văn hóa cùng giới ủng hộ thấy Trung Quốc là một nước giữa các nước, văn hóa không đặc biệt. Nhiều học thuyết phương Tây trở nên thịnh hành, đặc biệt những chủ trương ủng hộ khuynh hướng chỉ trích văn hóa và kiến quốc của phong trào, chủ nghĩa Darwin xã hội có ảnh hưởng từ cuối thế kỷ 19 làm Lỗ Tấn cùng người khác rất ấn tượng và có gần như mọi chủ nghĩa khác tán trợ. Thái Nguyên Bồi, Lý Thạch Tằng và Ngô Trĩ Huy phát triển phiên bản Trung Quốc chủ nghĩa vô chính phủ, cho rằng xã hội Trung Hoa phải có cải cách mãnh liệt thì cải cách chính trị mới hữu hiệu. Chủ nghĩa thực dụng của John Dewey trở nên phổ biến, thường bằng tác phẩm của Hồ Thích, Tưởng Mộng Lân và Đào Hành Tri.
Dewey đến Trung Quốc năm 1919, cả năm sau đi diễn thuyết, Bertrand Russell cũng vậy trước các đám đông nồng nhiệt. Lỗ Tấn được biết đến bởi việc ông biểu đạt các ý tưởng của Nietzsche mà Lý Thạch Sầm, Mao Thuẫn và các trí thức đương thời khác cũng tuyên truyền.
Giới lãnh đạo Tân văn hóa thường có chương trình vô chính phủ ảnh hưởng chủ trương chủ nghĩa nữ quyền, thậm chí yêu tự do để tấn công gia đình truyền thống, thay đổi cách thế hệ sau nhìn nhận xã hội. Cụ thể thì phong trào thay ý tưởng địa vị thân thích truyền thống bằng tình dục, một ví dụ của các lý thuyết cá nhân nổi lên trong thời kỳ. Trong các tác giả nữ quyền có Đinh Linh.

## Phát triển, kết thúc của phong trào
Phong trào Ngũ Tứ năm 1919 ban đầu được lãnh đạo thống nhất, nhưng sau có bất đồng dẫn đến tan rã về mặt chính trị. Hồ Thích, Thái Nguyên Bồi và các trí thức theo chủ nghĩa tự do khác kêu gọi các sinh viên biểu tình trở về lớp, nhưng Trần Độc Tú và Lý Đại Chiêu cho rằng thay đổi văn hóa là vô ích nên kêu gọi hành động chính trị cực đoan hơn. Họ dùng chức vụ giáo sư Đại học Bắc Kinh để tổ chức các nhóm nghiên cứu chủ nghĩa Marx và cuộc họp đầu tiên của Đảng cộng sản Trung Quốc. Mao Trạch Đông khi đó là phụ tá của Lý Đại Chiêu đã tiếp thu chủ nghĩa cộng sản tại các lớp học này và tham gia sáng lập Đảng cộng sản Trung Quốc.
Lý Đại Chiêu kêu gọi "các giải pháp cơ bản", nhưng bị Hồ Thích chỉ trích là trừu tượng, cho rằng "vấn đề đa học, chủ nghĩa thiểu học". Những người ủng hộ trẻ theo Lý Đại Chiêu và Trần Độc Tú bước vào chính trường có Mao Trạch Đông và các đồng chí của ông như Chu Ân Lai, Lưu Thiếu Kỳ.
Các sinh viên khác hưởng ứng lời kêu gọi quay về học. Các phương pháp mới ảnh hưởng đến học thuật sau này như sử gia Cố Hiệt Cương tiên phong trong việc dùng thuyết Tân sử học ở Đại học Columbia với các sách vở Trung Hoa cổ xưa trong Phong trào Nghi cổ. Nho giáo được nghiên cứu có hệ thống bằng các phương pháp nghiên cứu phương Tây. Hiệt Cương cũng khuyến khích sinh viên nghiên cứu các truyền thống dân gian Trung Quốc đã bị các học giả Nho giáo phớt lờ hay bỏ qua. Giáo dục có địa vị cao trên chương trình Tân văn hóa, Thái Nguyên Bồi đứng đầu Hội Tân giáo dục mới, còn các sinh viên đại học tham gia Phong trào Giáo dục đại chúng của Yến Dương Sơ và Đào Hành Tri chủ trương biết chữ làm nền tảng cho việc quảng đại quần chúng tham chính. Phong trào Tân văn hóa đã thúc đẩy quá trình hiện đại hóa nền học thuật Trung Quốc.

### Báo chí và dư luận
Báo chí Trung Quốc được hiện đại hóa trong thập niên 20 theo các tiêu chuẩn quốc tế nhờ vào ảnh hưởng của Phong trào Tân văn hóa. Địa vị của nhà báo và biên tập viên được chuyên nghiệp hóa và trở thành nghề nghiệp tôn kính. Khía cạnh kinh doanh trở nên quan trọng, sau khi quảng cáo và tin tức thương mại được nhấn mạnh hơn các tờ báo chính đặc biệt ở Thượng Hải ngưng làm báo vận động biểu trưng thời kỳ cách mạng năm 1911. Ngoài các trung tâm chính, chủ nghĩa dân tộc đề xuất trong các nhật báo đô thị không đặc biệt bằng chủ nghĩa địa phương và văn hóa.
Năm 1924, người đạt Giải Nobel Ấn Độ Rabindranath Tagore tổ chức nhiều cuộc diễn thuyết ở Trung Quốc, cho rằng xã hội Trung Quốc có thể bất ổn nếu du nhập quá nhiều văn minh phương Tây. Bất kể nỗ lực của Tagore, các lý tưởng phương Tây là yếu tố chính của Phong trào Tân văn hóa, dân chủ trở thành công cụ thiết yếu cho những người bất mãn với tình trạng bất ổn của Trung Quốc, trong khi khoa học dùng làm khí cụ chính để dẹp trừ "tối tăm của mê tín dị đoan."
Tóm lại, các trí thức Tân văn hóa chủ trương, bàn luận nhiều giải pháp thế giới bao gồm khoa học, công nghệ, chủ nghĩa cá nhân, âm nhạc và dân chủ và các vấn đề này nên do chính thể nào thi hành cho tương lai. Xu hướng bạo lực, chống thực dân và dân túy giữa thập niên 20 đã áp đảo khuynh hướng trí thức và văn hóa của phong trào.

## Đánh giá, quan điểm thay đổi
Đây là một phong trào văn hóa lớn tại Trung Quốc vào đầu thế kỷ 20 thu hút nhiều trí thức nổi tiếng hàng đầu Trung Quốc đương thời trong nhiều lĩnh vực học thuật với nhiều khuynh hướng tư tưởng khác nhau. Các sử gia chính thống coi Phong trào Tân văn hóa đã bẻ gãy tư tưởng, hành vi xã hội phong kiến và gieo nầm mống lãnh đạo cách mạng thành lập Đảng cộng sản Trung Quốc, sau sáng lập Nước cộng hòa Nhân dân Trung Hoa năm 1949. Mao Trạch Đông viết rằng Phong trào Ngũ Tứ "đánh dấu giai đoạn mới của cách mạng tư sản-dân chủ chống thực dân và phong kiến của Trung Quốc" và cho rằng "một nhóm quyền lực mới xuất hiện trong cuộc cách mạng, bao gồm giai cấp lao động, đoàn thể sinh viên và giai cấp tư sản dân tộc mới".
Sử gia phương Tây cũng thấy phong trào là mốc phân cách truyền thống và hiện đại, nhưng trong các thập niên gần đây, các nhà sử học Trung Quốc và phương Tây lại cho rằng các cải cách được giới lãnh đạo Tân văn hóa chủ trương có gốc ở vài thế hệ trước và không phải là đột phá với truyền thống khá đa dạng, nhưng là đẩy nhanh các khuynh hướng trước kia. Nghiên cứu trong 50 năm qua cũng phát hiện rằng tuy các trí thức Marxist cực đoan quan trọng với phong trào, cũng có các lãnh đạo có ảnh hưởng lớn khác bao gồm những người vô chính phủ, bảo thủ, Cơ Đốc giáo và tự do. Tuy việc đánh giá lại không thách thức các bình luận của các nhà tư tưởng và tác giả đương thời, nhưng cũng không chấp nhận quan điểm cho rằng các trí thức trong phong trào Tân văn hóa là những nhà cách mạng văn hóa.
Các sử gia khác cho rằng phong trào cách mạng cộng sản Trung Quốc bắt nguồn từ những trí thức Marxist nổi tiếng trong phong trào Tân văn hóa như Lý Đại Chiêu, Trần Độc Tú nhưng dưới sự lãnh đạo của Mao Trạch Đông cuộc cách mạng cộng sản đã không giữ lời hứa của phong trào Tân văn hóa, khai sáng nhưng phản bội tinh thần tự do học thuật, biểu đạt độc lập và chủ nghĩa thế giới của phong trào. Dư Anh Thời là học trò của học giả Tiền Mục gần đây biện hộ cho tư tưởng Nho giáo trước sự chỉ trích của phong trào Tân văn hóa rằng nhà Thanh Trung Quốc bảo thủ, phi lý và cô lập với thế giới nhưng đã tạo ra các điều kiện cho cách mạng cấp tiến, tuy nhiên các nhà tư tưởng của nhà Thanh đã dùng tiềm năng sáng tạo của Khổng Tử để phát triển Nho giáo.
Hứa Kỷ Lâm là trí thức Thượng Hải đại diện khuynh hướng tự do đồng ý với quan điểm chính thống rằng Phong trào Tân văn hóa là nền tảng của phong trào Cách mạng cộng sản Trung Quốc, nhưng đánh giá kết quả khác. Theo Kỷ Lâm, giới trí thức Tân văn hóa thấy xung đột giữa chủ nghĩa dân tộc và chủ nghĩa thế giới khi tìm "chủ nghĩa yêu nước hợp lý" nhưng phong trào thế giới của thập niên 20 bị thay bằng "thời kỳ dân tộc mới". Kỷ Lâm cho rằng "như ngựa xổng chuồng, lòng yêu nước mù quáng một khi thoát xiềng thì không thể hạn chế, đặt nền tảng cho kết quả an bài của lịch sử Trung Quốc trong nửa đầu thế kỷ 20".